# Пащенко Олександр Олександрович
Олександр Олександрович Пащенко (12 квітня 1929 — 29 грудня 1989) — український радянський хімік, доктор технічних наук, професор, член-кореспондент АН УРСР (з 2 квітня 1976 року).

## Біографія
Народився 12 квітня 1929 року. Українець. Член КПРС. В 1954 році отримав диплом інженера. В 1969 році в Київському політехнічному інституті заснував кафедру хімічної технології зв'язних речовин (нині — хімічної технології композиційних матеріалів), якою завідував до останніх днів життя.
Помер 29 грудня 1989 року.

## Наукова діяльність
Сфера наукових інтересів:
фізико-хімічні основи процесів структуроутворення зв'язних речовин, енергоощадні технології у виробництві цементу, процеси гідрофобізації різноманітних матеріалів та виробів, функціональні матеріали та покриття на основі кремнійорганічних полімерів.
Підготував 60 кандидатів та 11 докторів наук.
Автор 677 наукових праць, серед них 25 монографій і 6 підручників. Мав 173 винаходи. Основні праці:
- «Кремнійорганічні захисні покриття» (1969);
- «Гідрофобізація» (1973);
- «Нові цементи» (1978);
- «Загальна технологія силікатів» (1983);
- «Кремнійорганічні покриття для захисту від біокорозії» (1988);
- «Армування зв'язних речовин мінеральними волокнами» (1988);
- «Енергоощадна і безвідходна технології одержання зв'язних речовин» (1990);
- «Теорія цементу» (1991).

## Відзнаки

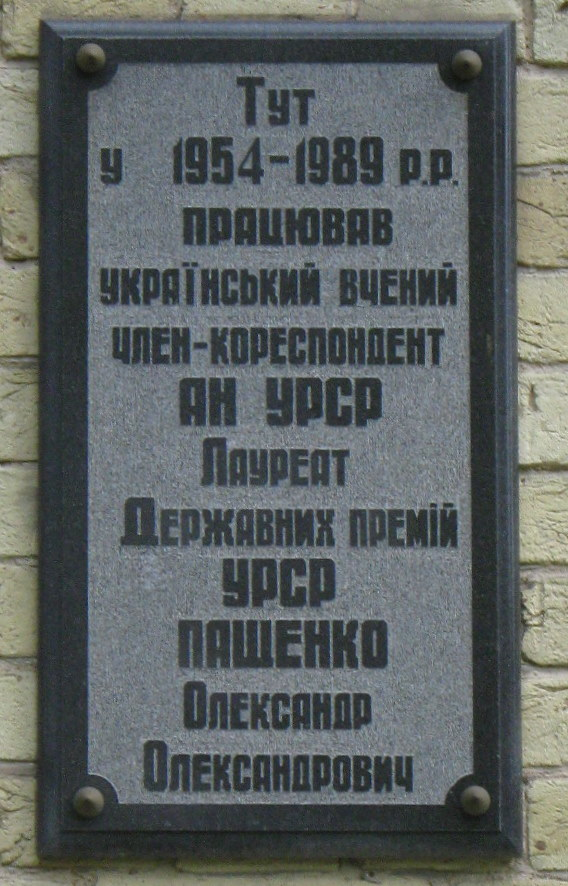
меморіальна дошка

Двічі лауреат Державної премії УРСР в галузі науки і техніки (1981, 1988), лауреат премії Київського політехнічного інституту (за 1976 рік).

## Пам'ять
На фасаді хімічного корпусу КПІ в 1998 році вченому встановлено пам'ятну меморіальну дошку.